# Бах, Роберт Романович
Роберт Романович (Робертович) Бах (нем. August Robert Bach; 9 февраля 1859 или 28 января [9 февраля] 1859, Санкт-Петербург — 17 сентября 1933, Ленинград) — русский скульптор немецкого происхождения, представитель петербургского академизма последних дореволюционных десятилетий, мастер станковой пластики; сын Романа Баха. Академик (с 1891) и действительный член (с 1906; по новому уставу) Императорской Академии художеств, преподаватель Высшего художественного училища (с 1896).

## Биография
Родился в Санкт-Петербурге; четвёртый из пяти сыновей скульптора Романа Ивановича Баха.
Начальное и общее образование получил в Петришуле (1872–1876) и Анненшуле (1876–1879).
В 1879—1885 годах состоял вольнослушателем в Академии художеств на скульптурном отделении; ученик Александра фон Бока, Николая Лаверецкого и Ивана Подозерова. В 1879 году получил похвалу за лепку группы медвежат. В 1882 году получил Малую поощрительная медаль за лепку из воска барельефа «Эльф» (ГРМ), в 1885 году за лепку с натуры получил Большую поощрительную медаль и звание классного художника III степени. 
В 1884 году посещал занятия на дому у профессора Павла Чистякова.
В 1886 году за ряд работ, в том числе барельеф «Идиллия» и портрет П. Чистякова (оба в Музее Академии художеств), скульптору было присуждено звание классного художника II степени. В 1891 году за статую «Гений искусства», которая была установлена над левой частью здания Императорского общества поощрения художеств в Петербурге, был удостоен звания академика. С 1906 года — действительный член Императорской Академии художеств.
Работая в области станковой пластики, создал целую галерею портретов художников, писателей, композиторов: баснописца Ивана Крылова, писателей Фёдора Достоевского и Ивана Тургенева (все три — 1886; в Пушкинском Доме), своего отца скульптора Романа Баха (1889), академического наставника Александра фон Бока (1895), живописцев Василия Савинского (1901) и Владимира Маковского (1913; все четыре в Музее Академии художеств), композиторов Антона Рубинштейна, Петра Чайковского и Франца Листа (все три — в музее Петербургской консерватории) и других. Многие портретные бюсты, а также анималистические произведения («Дятел», «Зубр», «Борзая», «Глухари») и декоративные вещи были предоставлены автором для тиражирования на Каслинском заводе. В области монументальной скульптуры художник известен как автор памятников А. С. Пушкину в Царском Селе (1900), М. И. Глинке на Театральной площади в Санкт-Петербурге (1906), Петру I в Туле (1910).
В советское время продолжал педагогическую деятельность — преподавал рисование и лепку в общеобразовательной средней школе и Эстонском техникуме в Петрограде, состоял профессором по кафедре монументальной скульптуры в ленинградском ВХУТЕИНе (1926—1929).

## Известные произведения
- Памятник Александру III в Феодосии (бронза, 1896)[4][5]
- Памятник Александру III в Иркутске[6], статуя сброшена с пьедестала и уничтожена во время первомайского субботника, в 1920 году[7]; памятник восстановлен 4 октября 2003 года[3]
- Скульптурный портрет Александра III в Русском музее (выполнен автором с натуры)[3]
- Памятник «Пушкин-лицеист» в Царском Селе (1899)[8]
- Памятник М. И. Глинке в Петербурге (1906)
- Портретные бюсты: А. С. Пушкина (бронза), Н. В. Гоголя (бронза) (см.фото), И. С. Тургенева (бронза), Ф. М. Достоевского (бронза), И. А. Крылова (бронза), В. А. Жуковского (бронза), В. Е. Маковского (гипс).
- Памятник Петру I в Туле у Оружейного завода — «Петру Великому основателю завода» (бронза, 1910)
- Скульптурные портреты Тараса Шевченко (бронза, 1886, ДМШ, ДОМ и другие)[9]

## Адреса в Петербурге — Петрограде — Ленинграде
- 1893—1896 — 10-я линия В. О., 29;[10]
- 1896—1897 — 10-я линия В. О., 43;
- 1897—1905 — 2-я линия В. О., 41;
- 1905—1907 — 10-я линия В. О., 23;
- 1907—1913 — 5-я линия В. О., 22;
- 1913—1930 — Тучков переулок, 11.

## Память
- На доме по адресу: 2-я линия Васильевского острова, 41 в 2009 году была установлена мемориальная доска (скульптор А. С. Чаркин, архитекторы В. И. Новосадюк и В. Даменков) с ошибочным текстом: «В доме с 1898 по 1905 год жил академик скульптуры Роберт Робертович Бах»[11].